# Édith Fambuena
Édith Fambuena est une musicienne et productrice française, née le 29 juillet 1965 à Aix-en-Provence.

## Carrière
En 1985, elle fonde avec Jean-Louis Piérot et Gérald de Palmas le groupe Les Max Valentin, reformé, en 1989, sous le nom plus connu Les Valentins,. 
En 1998, elle pré-produit avec Jean-Louis Piérot l'album Fantaisie militaire d'Alain Bashung, puis, à la séparation des Valentins, produit et réalise plusieurs albums pour d'autres artistes tels qu'Amandine Bourgeois, Pauline Croze, Étienne Daho, la Grande Sophie, Guillaume Cantillon, Tété, Jane Birkin, Jean Guidoni, Françoise Hardy, Jacques Higelin, Brigitte Fontaine, Hubert-Félix Thiéfaine et plus récemment Zazie ou encore Olivia Ruiz,.
Elle a joué dans le court-métrage Les derniers mots (1995) où elle tient le rôle d'un voyou, ainsi que dans le film Pourquoi pas moi de Stéphane Giusti, en 1999, où elle joue le rôle de Lola, une barmaid.
Elle signe avec Annika Grill la bande-son du film Libre échange (2010), réalisé par Serge Gisquière.

## Réalisations ou/et participations
- Les Max Valentins (Les maux dits, 1987)
- Étienne Daho (Pour nos vies martiennes, 1988)
- Mercedes Audras (La tête à l'envers, 1988)
- Étienne Daho (Carribean sea, 1989)
- Les Valentins (Café des deux mondes, 1990)
- Jacno (La part des anges, 1990)
- Étienne Daho (Paris ailleurs, 1991)[5]
- Jacno (Une idée derrière la tête, 1991)
- Étienne Daho (Daholympia, 1992)
- Nicola Sirkis (Dans la lune..., 1992)
- Les Valentins (Les Valentins, 1993)
- Brigitte Fontaine (Genre humain, 1995)
- Jacno (Faux témoin, 1995)
- Les Valentins (Égo, égo, 1997)
- Alain Bashung (Fantaisie militaire, 1998)
- Doriand (Les sommets trompeurs, 1999)
- Étienne Daho (Corps et armes, 2000)
- Brigitte Fontaine (Kekeland, 2001)
- Les Valentins (Juke Box, 2001)
- Mercedes Audras (Album inédit, 2002)
- Kaolin (Allez, 2002)
- Marianne Faithfull (Kissin' Time, 2002)
- Tété (À la faveur de l'automne, 2003)
- Miossec (1964, 2004)
- Jean Guidoni (Trapèze, 2004)
- Pauline Croze (Pauline Croze, 2005)[6]
- Christophe Mali (Je vous emmène, 2005)
- Michel Delpech (album de duos, 2006)
- Polar (Le jour blanc, 2006)
- Mercedes Audras (Les deux qui s'aiment, 2007)
- Adamo (La part de l'ange, 2007)
- Kaolin (Mélanger les couleurs, 2007)
- Guillaume Cantillon (Les ballons rouges, 2007)
- Étienne Daho (L'Invitation, 2007)
- Jane Birkin (Enfants d'hiver, 2008)
- REM (DVD Ninetynights, 2008)
- Amandine Bourgeois (20 m², 2009)
- La Grande Sophie (Des vagues et des ruisseaux, 2009)
- Julien Doré (Ersatz, 2010) (Les bords de mer)
- Alan Corbel (EP, 2010)[7]
- Françoise Hardy (La pluie sans parapluie, 2010)
- Guillaume Grand (L'amour est laid, 2010)
- Les Françoises (Camille, Jeanne Cherhal, Emily Loizeau, La Grande Sophie, Olivia Ruiz, Rosemary Standley)
- Hubert-Félix Thiéfaine (Suppléments de mensonge, 2011)
- Tribute a Jacno Duo avec Christophe Miossec J'ai triste
- Musique originale du Film Libre échange de Serge Gisquiere, 2011
- Prix Constantin Hommage à Alain Bashung Camille, Daphnée, Olivia Ruiz, Raphael, 2011
- Doriand (Lieu-dit, 2011)
- Tournée Le condamné à mort (Jean Genet) Jeanne Moreau, Étienne Daho, 2011
- ElleSonParis (2012), réalisation et accompagnement de quatre titres sur l'album
- Pauline Croze (Le prix de l'Éden, 2012)[6]
- Stephan Eicher (L'envolée, 2012)[8]
- Jacques Higelin (Beau repaire, 2013)[9]
- Debout sur le zinc (Eldorado(s),  2015)
- Zazie (Encore heureux, 2015)[10]
- Christian Olivier (On/off, 2016)[11]
- Olivia Ruiz (À nos corps-aimants, 2016)
- Cali (Les choses défendues, 2016)[12]
- Jacques Higelin (Higelin 75, 2016)[13]
- Elles & Barbara (2017)[14]
- Alain Bashung (En amont, 2018)[15]
- Zazie (Essenciel, 2018)[16]
- Têtes Raides (Bing Bang Boum, 2021)[17]
- Zazie (Aile-P, 2022 / Air, 2023)